# Роде, Вильгельм
Вильгельм Роде (?—после 1852) — архитектор, академик Императорской Академии художеств.

## Биография
В 1835 году аттестован Императорской Академией художеств на звание свободного художника за «проект лютеранской церкви». Был признан «назначенным в академики» (1844). Избран в академики (1845) по отличным познаниям по части архитектуры.

## Проекты и постройки

### Санкт-Петербург и окрестности
- Царскосельское училище девиц духовного звания. Царское Село, Московская улица, дом 2/13 (1848—1849)[4];
- Проект фабрики купца Борсдорфа (1848—1849)[4];
- Дачи купцов Баумгартена и Рейта (1848—1849)[5];
- Каменное здание Струбинского (1848—1849)[5];
- Доходный дом (включён существовавший дом). улица Комсомола, 43 (1852; надстроен)[6][7].

### Другие места
- Проект кальцировальной фабрики для добычи древесного угля, дегтя, сажи голландской и древесного уксуса в имении Резанова, Новгородская губерния (1848—1849)[4];
- Проект ситцепечатной фабрики купцов Рихтеров на реке Эльбе в Гамбурге (1848—1849)[5].